# أفلام هاي داي
أفلام هاي داي (بالإنجليزية: Heyday Films) هو استوديو أفلام بريطاني تأسس عام 1996 بواسطة المنتج ديفيد هيمان في لندن، إنجلترا، ويقع مقره الرئيسي حاليًا في بورهاموود، هيرتفوردشاير. بدأ الاستوديو في إنتاج فيلمه الطويل Ravenous في عام 1999، وهو معروف بإنتاج سلسلة أفلام هاري بوتر، استنادًا إلى سلسلة روايات الخيال الشهيرة التي تحمل نفس الاسم للمؤلفة جي كي رولينج.

## فروع
- Heyday Films International
- Heyday Films USA
- Heyday Films India
- Heyday Films France
- Heyday Films MENA